# Riley Keough
Danielle Riley Keough [ˈɹaɪli ˈkiːoʊ], née le 29 mai 1989 à Santa Monica (Californie), est une actrice, chanteuse, réalisatrice et mannequin américaine.

## Biographie
Elle est la fille de Lisa Marie Presley et de Danny Keough (en) et la petite-fille, la plus âgée, d'Elvis et de Priscilla Presley.
Elle prend le prénom de Riley, son second prénom, comme nom de scène afin de ne pas profiter de la célébrité de son père, dont le nom est très semblable.

### Vie privée
Riley Keough a des demi-sœurs jumelles, Finley Aaron Love Lockwood et Harper Vivienne Ann Lockwood, ainsi qu'un frère, Benjamin Storm Keough (né en 1992 et décédé en 2020). Elle est la petite-fille aînée d'Elvis Presley. Elle a été la belle-fille de Michael Jackson et de Nicolas Cage.
Elle est la demoiselle d'honneur lors du mariage de sa mère avec le guitariste et producteur de musique Michael Lockwood en janvier 2006 à Kyoto au Japon.
Elle a fréquenté Ryan Cabrera et Jonah Hill. En mars 2012, le magazine Us Weekly rapporte que Keough et Alex Pettyfer se sont fiancés au bout de six mois de liaison,.
Riley Keough s'est mariée le 4 février 2015 avec le cascadeur australien Ben Smith-Petersen. En 2022, ils deviennent parents d'une petite fille, Tupelo Storm Smith-Petersen. Rendant hommage à son grand père, Elvis Presley né à Tupelo dans le Mississippi. Ce nom rend également hommage à son frère décédé, Benjamin Storm Keough. 

## Carrière de mannequin
À quatorze ans, Riley fait ses débuts de mannequin en février 2004 au défilé Dolce & Gabbana en Italie. En août de cette même année, elle fait la couverture du magazine, Vogue aux côtés de sa mère Lisa Marie et sa grand-mère Priscilla. En 2005, elle devient l'égérie de la marque Christian Dior et participe à la promotion du parfum Miss Dior Chérie[réf. nécessaire].

## Carrière (cinéma et télévision)
En 2010, Riley tourne dans son premier film The Runaways, aux côtés de Kristen Stewart et Dakota Fanning, dans le rôle de Marie Currie, la sœur de Cherie Currie. Elle a également complété la production du film The Good Doctor avec Orlando Bloom, jouant le rôle de Diane Nixon, une jeune patiente atteinte d'une infection des reins qui est gardée malade pour permettre au docteur de gagner le respect qu'il sollicite. Le 24 mai 2010, Riley remplace Olivia Thirlby en tant que personnage à l'affiche de Jack and Diane[réf. nécessaire].
En octobre 2013, elle apparaît dans le clip TKO de Justin Timberlake[réf. nécessaire].

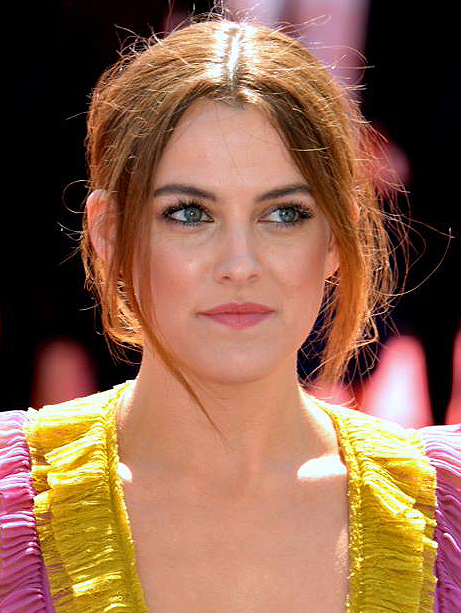
Riley Keough au festival de Cannes 2016.

En 2015, elle est à l'affiche du film d'action Mad Max: Fury Road, qui marque le retour de la franchise Mad Max trente ans après le troisième opus. Partageant la vedette avec Tom Hardy, Charlize Theron et Nicholas Hoult, elle incarne Capable, épouse esclave de l'antagoniste du film, qui noue une romance platonique avec un War Boy. Le film est présenté hors compétition au Festival de Cannes 2015. Lors de sa sortie, Mad Max: Fury Road est largement encensé par la critique et est un succès commercial, bien que modéré. Le film est récompensé par six Oscars du cinéma l'année suivante.
En 2016, elle incarne une étudiante qui mène une double vie d'escort-girl, le rôle principal de la série The Girlfriend Experience, adaptation par Steven Soderbergh du film Girlfriend Experience, qu'il avait réalisé en 2009. Alors qu'elle incarne une femme intrigante qui déstabilise par son apparente froideur et son extrême liberté sexuelle, l'actrice avoue être très pudique, ce qui semblait compliqué pour les scènes de sexe explicite,. La série comme la prestation de Riley sont plébiscitées par la critique internationale, qui lui vaut d'être nommée au Golden Globe de la meilleure actrice dans une mini-série ou un téléfilm.
En 2017, elle joue successivement dans It Comes at Night de Trey Edward Shults et Logan Lucky de Steven Soderbergh. [réf. nécessaire].
En 2018, elle incarne Sarah dans le film Under the Silver Lake de David Robert Mitchell, en compétition au Festival de Cannes de cette même année. Elle jouera notamment dans la saison 3 de la série Riverdale[réf. nécessaire].
En 2022, elle fait ses débuts en tant que réalisatrice pour le film War Pony qu'elle co-réalise avec Gina Gammell. Le film est présenté dans la section Un certain regard au Festival de Cannes la même année et obtient la Caméra d'or[réf. nécessaire].
En 2024 elle joue dans la mini-série d'Hulu,  Under the Bridge, tirée d'une histoire vraie[réf. nécessaire].

## Filmographie

### Actrice

#### Cinéma
- 2010 : The Runaways de Floria Sigismondi : Marie Currie
- 2011 : The Good Doctor de Lance Daly : Diane Nixon
- 2012 : Magic Mike de Steven Soderbergh : Zora
- 2012 : Jack & Diane de Bradley Rust Gray : Jack
- 2012 : Kiss of the Damned d'Alexandra Cassavetes : Anne
- 2015 : Dixieland (en) de Hank Bedford : Rachel
- 2015 : Mad Max: Fury Road de George Miller : Capable
- 2016 : American Honey d'Andrea Arnold : Krystal
- 2016 : Lovesong de So Yong Kim : Sarah
- 2016 : The Discovery de Charlie McDowell : Lacey
- 2017 : It Comes at Night de Trey Edward Shults : Kim
- 2017 : Logan Lucky de Steven Soderbergh : Mellie Logan
- 2017 : Welcome the Stranger (en) de Justin Kelly : Misty
- 2017 : We Don't Belong Here (en) de Peer Pedersen (en) : Elisa Green
- 2018 : Under the Silver Lake de David Robert Mitchell : Sarah
- 2018 : Aucun homme ni dieu (Hold the Dark) de Jeremy Saulnier : Medora Sloane
- 2018 : The House That Jack Built de Lars von Trier : Simple
- 2019 : The Lodge de Veronika Franz et Severin Fiala : Grace
- 2019 : L'Oiseau-tempête (The Earthquake Bird) de Wash Westmoreland : Lily Bridges
- 2020 : Le Diable, tout le temps (The Devil All The Time) d'Antonio Campos : Sandy Henderson
- 2021 : Zola de Janicza Bravo : Stefani
- 2021 : The Guilty d'Antoine Fuqua : Emily Lighton (voix)
- 2023 : "Daisy Jones and The Six" : Daisy Jones
- 2023 : Manodrome de John Trengove : la mère (non créditée)
- 2024 : Primitifs (Sasquatch Sunset) de David Zellner et Nathan Zellner : la femelle bigfoot
- 2025 : Hurry Up Tomorrow de Trey Edward Shults : la fille de le messagerie vocale / la mère d'Anima
- 2025 : Jay Kelly de Noah Baumbach :
- 2025 : Rosebush Pruning de Karim Aïnouz

### Productrice
- 2015 : Dixieland de Hank Bedford
- 2023 : Manodrome de John Trengove

#### Télévision
Séries télévisées
- 2016 : The Girlfriend Experience : Christine Reade (saison 1, 13 épisodes)
- 2018 : Riverdale : Laurie Lake (saison 3, épisode 7)
- 2022 : The Terminal List : Lauren Reece
- 2023 : Daisy Jones and The Six : Daisy Jones (10 épisodes)
- 2024 : Under The Bridge : Rebecca Godfrey (saison 1)

Téléfilms
- 2018 : Paterno de Barry Levinson : Sara Ganim (en)

#### Clip vidéo
- 2013 : TKO de Justin Timberlake

### Réalisatrice et scénariste
- 2022 : War Pony (coréalisé avec Gina Gammell)

## Distinctions

### Récompenses
- MIFF Awards 2012 : Meilleure actrice dans un second rôle pour The Good Doctor
- Gracie Allen Awards 2017 : meilleure actrice dans une série dramatique pour The Girlfriend Experience
- Festival de Cannes 2022 : Caméra d'or pour War Pony (Partagé avec Gina Gammell)

### Nominations
- Gold Derby Awards 2016 : meilleure distribution pour Mad Max: Fury Road
- Golden Globes 2017 : Meilleure actrice dans une mini-série ou un téléfilm pour The Girlfriend Experience
- Independent Spirit Awards 2017 : Meilleure actrice dans un second rôle pour American Honey
- Golden Globes 2024 : Meilleure actrice dans une mini-série ou un téléfilm pour Daisy Jones and the six

## Voix francophones
En version française, Riley Keough n'a pas de voix attitrée. Si Marie Tirmont l'a doublée à cinq reprises (It Comes at Night, Logan Lucky, Aucun homme ni Dieu, The Guilty et Under the Bridge), Elisabeth Ventura (The Girlfriend Experience et Riverdale) et Delphine Rivière (Mad Max: Fury Road et Calls) l'ont également doublée à deux occasions chacune.
À titre exceptionnel, elle a aussi été doublée par Dorothée Pousséo dans Les Runaways, Laure Sagols dans le téléfilm Paterno, Sophie Ostria dans Under the Silver Lake, Zina Khakhoulia dans L'Oiseau-tempête, Sylvie Jacob dans The Terminal List, Peggy Martineau dans Daisy Jones and The Six et Sarah Barzyk dans Hurry Up Tomorrow.
Versions françaises
- Marie Tirmont dans It Comes at Night, Logan Lucky, Aucun homme ni dieu[12]
- Elisabeth Ventura dans The Girlfriend Experience[14], Riverdale
- Delphine Rivière dans Mad Max: Fury Road et Calls[12]